# Чапала
Језеро Чапала (шп. Lago de Chapala) је највеће слатководно језеро Мексика. Налази се на висоравни изнад града Гвадалахаре, на граници између мексичких држава Халиско и Мичоакан у западном Мексику. 
Језеро има површину од 1.685 km², и налази се на надморској висини од 1.520 метара. Дубина му је 5—12 метара. У језеро утиче река Лерма, док из њега истиче Рио Гранде де Сантијаго. 
У језеру живе неке ендемске врсте риба и водоземаца, а око њега се окупљају многобројне миграторне птице, попут белих пеликана. 